# Hesenský voláč
Hesenský voláč (německy Hessischer Kröpfer, anglicky Hessian Pouter) je plemeno holuba domácího pocházející z Německa, kde se také především chová. Je to statný, středně velký holub se vzpřímeným držením těla, velkým voletem a krátkýma nohama. Právě trvalé výrazné nafouknutí volete jej řadí mezi voláče, v seznamu plemen EE je zapsán pod číslem 0317.
Patří mezi středně velké voláče, mezi kterými se vyznačuje mohutností, volatostí a krátkou zadní partií, tedy část těla holuba za nohama. Je to pták s robustním tělem, co nejvzpřímenějším držením trupu a širokým postojem. Hlava je zaoblená, s široce nasazeným, středně dlouhým zobákem. Oči jsou obvykle oranžové, bílí a bělohlaví voláči mají však oční duhovku tmavou, vikvovou. Obočnice jsou jen úzké a v závislosti na barvě okolního peří bledé nebo šedočerné. Krk je velmi dlouhý a poskytuje dostatečný prostor pro silně nafouklé vole hruškovitého tvaru. Vole je ve své dolní části jen sotva znatelně podvázané. Hruď hesenského voláče je krátká, ale velmi široká a plná. Hrudní kost je dlouhá, hřbet je široký a dlouhý a příkře spadá nazad. Křídla i ocas jsou středně dlouhé, nohy jsou spíše kratší, s neopeřenými běháky či prsty.
Opeření je dobře utažené, hesenský voláč nemá žádné pernaté ozdoby. Vyskytuje se v široké škále barevných i kresebných rázů. Nejrozšířenější jsou voláči celobarevní černí, červení a žlutí, dále pruhoví a kapratí v modré a stříbřité barvě, ze speciálních kreseb se chovají tygři a stříkaní holubi ve výše uvedených barvách, nebo ptáci, kteří mají pouze stříkanou hlavu či rozety na křídlech. Posledním zbarvením je kresba mniší, s bílou hlavou, letkami a ocasem, a ráz bílý.
Hesenský voláč je plemeno vysoce plodné, schopné odchovávat holoubata, a zachovává si tak do určité míry užitkové vlastnosti pro produkci holubího masa.